# Axel Sell
Axel Sell (* 10. Juli 1943) ist ein deutscher Taubenzüchter, Wirtschaftswissenschaftler und Professor für Wirtschaftswissenschaft mit dem Schwerpunkt internationale Wirtschaftsbeziehungen unter besonderer Berücksichtigung multinationaler Unternehmungen an der Universität Bremen.

## Leben
Axel Sell studierte von 1966 bis 1970 Wirtschaftswissenschaften an der Universität Kiel. Anschließend arbeitete er dort bis 1975 als Wissenschaftlicher Assistent am Institut für Betriebswirtschaftslehre. Während dieser Tätigkeit promovierte er 1974. Ab 1975 war er als Wissenschaftlicher Mitarbeiter im Sonderforschungsbereich 86 Hamburg/Kiel „Weltwirtschaft und Internationale Wirtschaftsbeziehungen“ tätig. Unter anderem als Leiter eines Teilprojektes über Fragen des internationalen Technologietransfers. 1980 folgte die Habilitation, gefolgt von seiner Arbeit als Privatdozent im Fachbereich Wirtschafts- und Sozialwissenschaft. Von 1982 bis zu seiner Emeritierung 2008 war Sell Professor für Wirtschaftswissenschaft mit dem Schwerpunkt internationale Wirtschaftsbeziehungen unter besonderer Berücksichtigung multinationaler Unternehmungen an der Universität Bremen.
Sell ist weiterhin einer der Sprecher des Instituts für Weltwirtschaft und Internationales Management, welches er zusammen mit seinen Kollegen Karl Wohlmuth und Alfons Lemper 1991 gegründet hat.
Sell war Mitunterzeichner des eurokritischen Manifests Die währungspolitischen Beschlüsse von Maastricht: Eine Gefahr für Europa (1992).
Sein Hobby ist die Taubenzucht. Er gilt als anerkannter Fachmann auf diesem Gebiet und hat einige Bücher zu dem Thema verfasst. Diese wurden teilweise ins Englische und Russische übersetzt.

## Forschungsschwerpunkte
- Internationale Wirtschaftsbeziehungen
- Multinationale Unternehmen
- Internationale Kooperationen
- Auslandsaktivitäten von Unternehmen mit den Schwerpunkten Planung, Finanzierung und Bewertung von Projekten

## Mitgliedschaften
- European Institute for Standards of Investment Studies (eusis)
- Bremer Gesellschaft für Wirtschaftsforschung e.V.
- Gesellschaft für internationale Entwicklung
- Kuratorium der Deutschen Außenhandels- und Verkehrsakademie (DAV)

## Schriften (Auswahl)
- Unternehmensdispositionen bei Rentabilitätsbeschränkung: eine theoretische Analyse.  Hain, Meisenheim am Glan 1974 (Dissertation)
- Ressourcenallokation und Technologietransfer: eine theoretische und empirische Analyse unter besonderer Berücksichtigung Lateinamerikas.  Florentz, München 1983
- Investitionen in Entwicklungsländern: Einzel- und gesamtwirtschaftliche Analysen.  Verlag Weltarchiv, Hamburg 1989
- Einführung in die internationalen Wirtschaftsbeziehungen.  de Gruyter, New York/Berlin 1991
- Finanzwirtschaftliche Aspekte der Inflation.  Physica-Verlag, Heidelberg 1997
- Mittel- und langfristige Unternehmensplanung: eine praxisorientierte Einführung.  IWIM, Bremen 2003

### Zur Taubenzucht
- Zucht und Vererbung bei Tauben.  Schober, Hengensberg 1986
- Tauben: Züchten mit System.  Verlagshaus Reutlingen Oertel und Spörer, Reutlingen 1995
- Vererbung bei Tauben: Einführung in die Vererbung bei Haustauben.  Oertel und Spörer, Reutlingen 2004
- Taubenrassen: Entstehung, Herkunft, Verwandtschaften; Faszination Tauben durch die Jahrhunderte.  Selbstverlag, Achim 2009
- Pommersche Taubenrassen: Naturdenkmale aus Pommern.  Selbstverlag, Achim 2010

### Herausgeber (Periodika)
- Berichte des Weltwirtschaftlichen Colloquiums der Universität Bremen  (Mitherausgeber seit 1984)
- Materialien des Universitätsschwerpunktes "Internationale Wirtschaftsbeziehungen und Internationales Management"  (Mitherausgeber seit 1991)
- Reihe "Institut für Weltwirtschaft und Internationales Management"  Lit-Verlag, Münster und Hamburg (Mitherausgeber seit 1993)